# Digitalis minor
Digitalis minor là một loài thực vật có hoa trong họ Mã đề. Loài này được L. mô tả khoa học đầu tiên năm 1771.

## Hình ảnh

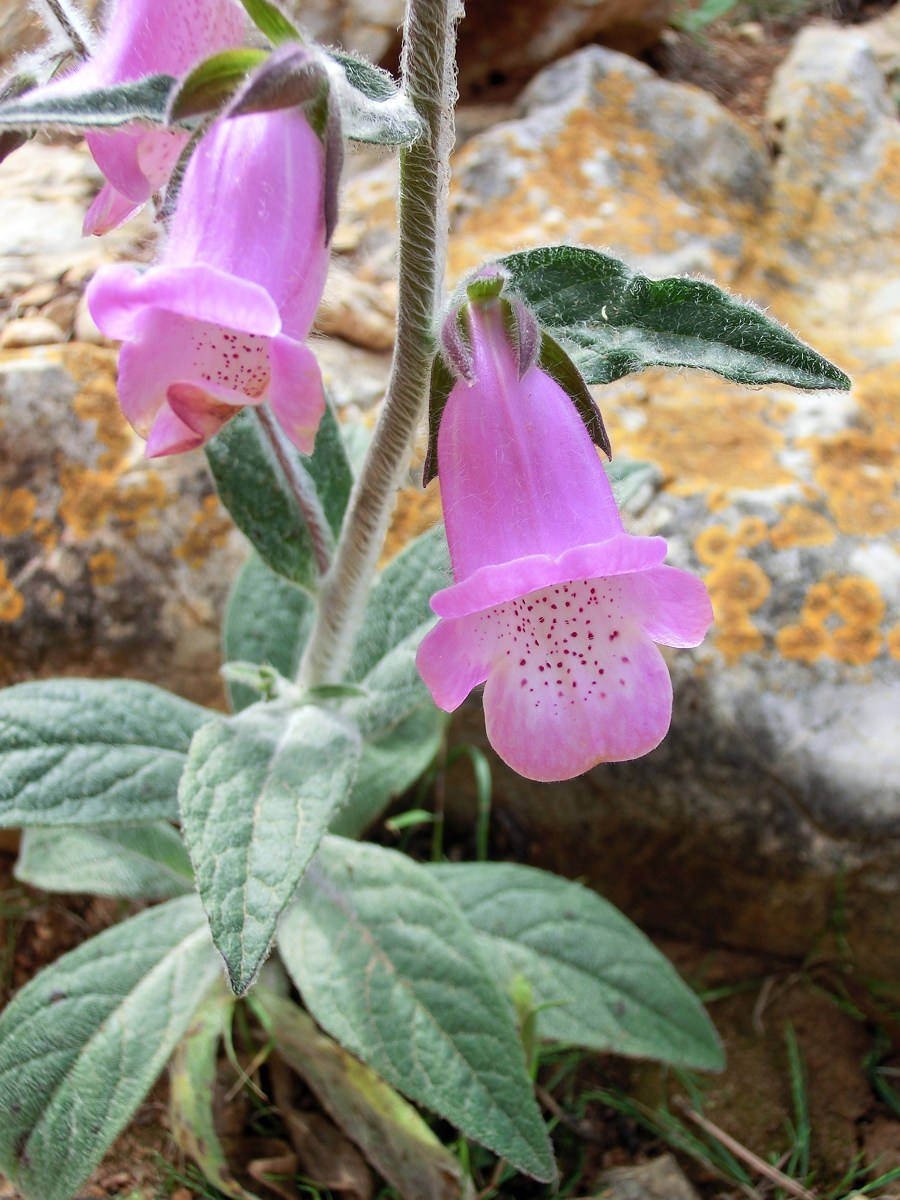
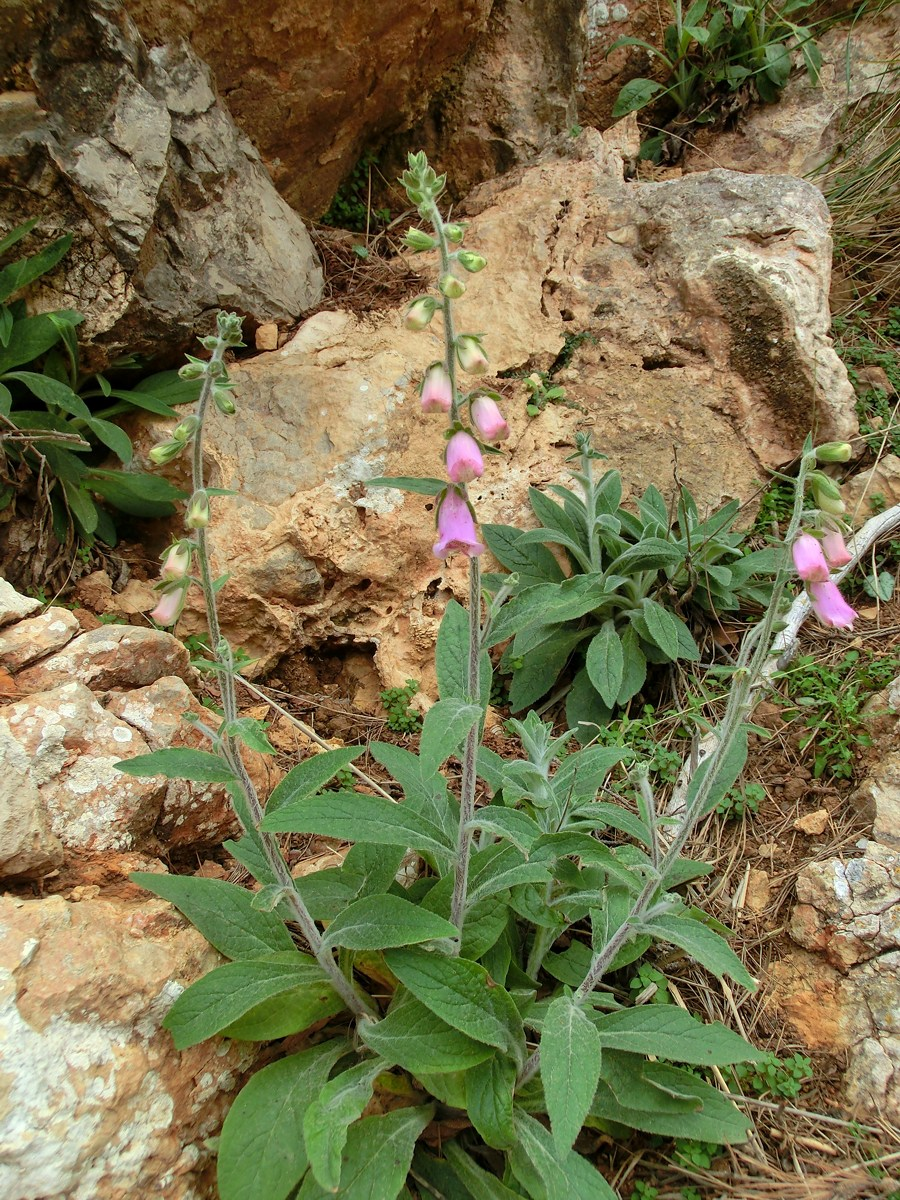